# Кріті Карант
Кріті Карант — головна вчена з охорони природи та директор Центру досліджень дикої природи, Бангалор, додаткового факультету Університету Д'юка та Національного центру біологічних наук.
Доктор Кріті Карант, головна науковиця з охорони природи Центру досліджень дикої природи (CWS) у Бангалуру, була обрана першою індійською та азійською жінкою для отримання премії WILD Innovator Award 2021 року. Ця нагорода, присуджена «Фондом WILD ELEMENTS», об'єднує коаліцію інноваторів, прихильників та партнерів, щоб «порушити статус-кво та знайти рішення для глобальної стійкості та збереження».

## Робота
Кріті Карант має докторську дисертацію від Duke (2008), магістерка наук у Єльському університеті (2003), а також ступінь бакалаврки наук та бакалавки мистецтв в Університеті Флориди (2001). Її дослідження в Індії та Азії охоплюють 22 роки і зачіпають багато питань людського виміру збереження дикої природи. Вона проводила дослідження на макрорівні, оцінюючи закономірності поширення та вимирання видів, вплив туризму на дику природу, наслідки добровільного переселення, зміни землекористування та розуміння взаємодії людини та дикої природи. Вона опублікувала понад 100 наукових і популярних статей. Кріті працювала у редакційних колегіях журналів Conservation Biology, Conservation Letters та Frontiers in Ecology and Environment. Кріті стала наставницею понад 150 молодих вчених і залучила 700 волонтерів-громадян до своїх науково-дослідницьких проєктів. Її роботу висвітлювали понад 150 міжнародних ЗМІ, зокрема Al Jazeera Television, BBC, Christian Science Monitor, GQ India, Harper's Bazaar, Mongabay, Monocle, National Geographic, NPR, New York Times, Scientific America, Time Magazine та індійські видання, такі як All India Radio, Deccan Chronicle, Deccan Herald, Down to Earth, Kannada Prabha, LiveMint, New Indian Express, Prajavani, The Hindu і Times of India. Роботи Кріті щодо збереження та дослідження були представлені в 3 відзначених нагородами серіалах BBC — «Полювання», «Великі коти та династії», а також у документальних фільмах CBC і PBS. Вона була співпродюсеркою 3 документальних фільмів Wild Seve, Humane Highways та Wild Shaale.

## У масовій культурі
Кріті належить до 10 000 грантоотримувачів Національного географічного товариства та 2012 Emering Explorer. Її більше ніж 40 нагород і визнань включають в себе «Молодий глобальний лідер» Всесвітнього економічного форуму, «Видатний молодий випускник» Університету Флориди, стипендіат INK, India's Power Women від Femina, «Жінка року» від Elle India, «Жінка року» у журналі Vogue і нагорода за лідерство з охорони природи Сіетлського зоопарку. У 2019 році вона отримала нагороду WINGS Women of Discovery Award за охорону природи, «Людина року» GQ — екологічна героїгя і була нагороджена нагородою Rolex за підприємництво.

## Відзнаки та нагороди
- У 2011 році вона була удостоєна 10 000-го грантоотримувача Національного географічного товариства.
- Вона була обрана National Geographic Emerging Explorer у 2012 році[1].
- У 2012 році вона була обрана Femina як одна з владних жінок Індії.
- Жінки року за версією Elle India 2013.
- Премія «Жінки відкриття» 2019 року
- Премія «Новатор дикого життя» 2021

У 2021 році д-р Кріті К. Карант, головна науковиця з охорони природи Центру досліджень дикої природи (CWS) у Бангалуру, була обрана першою індійською та азійською жінкою на нагороду «WILD Innovator Award» у 2021 році. Ця нагорода, присуджена «Фондом WILD ELEMENTS», об'єднує коаліцію інноваторів, прихильників та партнерів, щоб «порушити статус-кво та знайти рішення для глобальної стійкості та збереження».